# Emil Kléen
Denna artikel handlar om poeten och journalisten Emil Kléen. För läkaren och skriftställaren, se Emil Kleen.
Johan Emil Kléen, född 17 september 1868 i Sätofta i Skåne, död  10 december 1898 i Lund, var en svensk journalist, författare och poet. Han var enda barnet till fanjunkaren Johan Peter Herman Kleen och Johanna Jönsdotter. Han är därmed sonson till en syster till militären Johan af Kleen. Kléen dog ogift men fick en son, Adolf Persson (1889–1949) med Bengta Persdotter (1854–1934).

## Biografi
Kléen undervisades i hemmet av en privatlärare Haglund och började som tolvåring på Katedralskolan i Lund. Han blev student vid Lunds universitet 1886 och arbetade efter oavslutade studier sporadiskt för en rad olika tidningar i Skåne och Stockholm, som Nyaste Kristianstadsbladet, Nya Lund, Malmö-Tidningen, Dagens Nyheter och första årgången av Varia (där han publicerade en längre essä om Baudelaire). Han publicerade även under 1890-talet alster i kalendrar som Nornan, Svea och den lundensiska studentkalendern Från Lundagård och Helgonabacken, i vilken han också debuterade 1892.
Under sin studietid på 1880-talet i Lund rörde sig Kléen runt studentföreningen De unga gubbarna, DUG (men var aldrig medlem), tillsammans med bland andra Bengt Lidforss, Axel Wallengren (Falstaff, fakir) och Paul Rosenius. Han var där särskilt god vän med tidningsmannen Lars Rydner, och de båda samarbetade bland annat vid författandet av den smått anarkistiska skämtpublikationen Hej!!! (1892; faksimilupplaga 2008) där även Bengt Lidforss ingick i redaktionen. På 1890-talet kom han även att intressera sig för tysk symbolism, framförallt Stefan George, och han var under sina sista år god vän med bland andra tecknaren Arthur Sjögren (med vilken han i Stockholm ett tag delade bostad) och August Strindberg. Strindberg kom senare att författa ett berömt förord till Kléens postumt utgivna Valda dikter samt porträttera hans död i tuberkulos i Götiska rummen. Kléen var av omvittnat bohemisk natur och han förekommer även som porträtt i rollen som den dekadente poeten i Hjalmar Söderbergs Martin Bircks ungdom samt i Anna Brantings roman Staden. Kléens postumt utgivna självbiografiska roman Venus anadyomene (2008) förstärker den bilden.
Kléen var under en stor del av livet sjuklig och led av bland annat syfilis. Han dog 30 år gammal på Lunds lasarett, vårdad av professor Seved Ribbing, i sviterna av en illa skött tuberkulos. Kléen ligger begravd i Höör.

## Kléens poesi
Kléens poesi äger idag intresse kanske främst för sin tidsprägel. Den kvalitativa värderingen av lyriken tyngs emellertid av de omdömen han fick av sin många gånger konservativa samtid. Hans poesi äger en betydande formskicklighet och ligger i sin hembygdsromantik och sina naturskildringar ibland nära poeter som till exempel Fröding, men det är främst när han problematiserar sekelslutsångest och modernitetens framryckningar som hans lyrik lyfts fram inom litteraturvetenskapen. Kléen påverkades tidigt av framförallt fransk dekadens och symbolism som han kom i kontakt med via artiklar av Ola Hansson på 1880-talet. Fragment från 1880-talet visar på en stark påverkan från just Ola Hanssons verk Sensitiva amorosa.  Tidigt översatte han Charles Baudelaires dikter och intresserade sig för författare som Huysmans, Richepin, Verlaine, Rollinat och Swinburne.
Hugo Alfvén tonsatte en dikt av Kléen, "Berceuse", 1941. En annan tonsättning av Kléens poesi som fått stor spridning är David Wikanders "Dofta, dofta vit syrén", 1917. 

## Kléen ochfin de siècle[3]
Kléens person kopplas ofta och gärna av litteraturhandböcker och personskildringar till den sekelslutsmentalitet som genomsyrade vissa estetiska och intellektuella kretsar i 1890-talets Sverige (ofta kallat fin-de-siècle). I Kléens närhet fanns, i skuggan av studentföreningen De unga gubbarna i Lund som officiellt upplöstes 1891 (och där Kléen inte heller var medlem), Tuakretsen (eller Tuakotteriet), som runt centralfiguren Bengt Lidforss odlade en radikal intellektuell gemenskap.  Från denna grupp av överliggande lundastudenter kan här nämnas namn som Paul Rosenius, Adolf Strömstedt, Axel Wallengren (Falstaff, fakir), Lars Rydner, Albert Sahlin och Axel Danielsson.  Kopplingarna mellan Kléen och sekelslutsmentaliteten bygger sällan på Kléens litterära produktion, utan snarare på att Kléen runt 1888, via Ola Hanssons artiklar i tidningen Framåt, med stort intresse börjar läsa Algernon Swinburne och modern fransk dekadenslitteratur av bland andra Charles Baudelaire, Jean Richepin och Maurice Rollinat vilket han sedan omsätter inte bara i dikt utan även i sitt eget liv. 

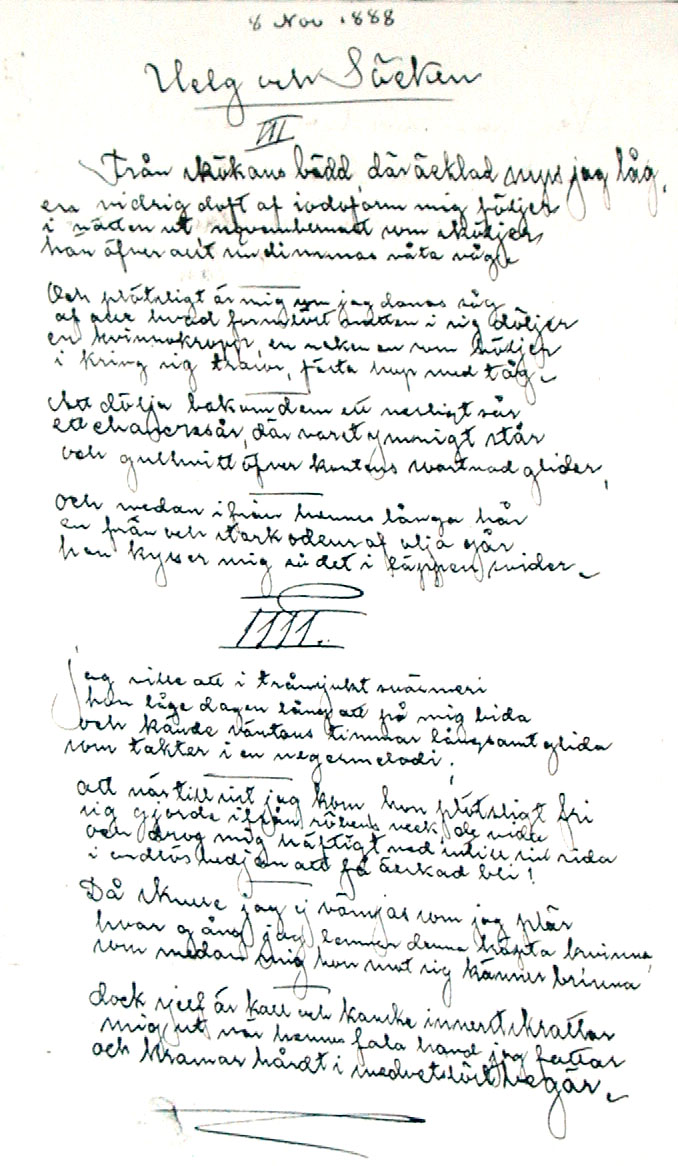
Två av Emil Kléens mer kända dikter, först tryckta 1980 respektive 2003, som tar upp syfilismotivet och kvinnan

Det finns många exempel på hur samtida författare skildrat Kléen i sina verk. Det är sådana porträtt som fått Kléen att fungera som en av många tidstyper. Han blev typen för den bohemiske, självdestruktive, syfilitiske poeten; en äventyrlig flanör på Stockholms gator som önskade och arbetade på att framstå som en svensk Baudelaire eller Rimbaud. Det är med dessa biografiska data i bagaget som han kallas "tidstyp"; endast i förbigående nämns hans produktion. I Hjalmar Söderbergs porträtt av Kléen i Martin Bircks ungdom benämns den dekadente poeten som oförmögen att själv dikta annat än en skönklingande "vers om vad som helst, mest om flickor och blommor och om juninätter på den skånska slätten, som han kom ifrån". Poeten i boken hävdar dock att han tillsammans med några av Verlaines dikter gömt undan egna alster som inte skulle kunna publiceras. Dikter av det slaget existerar också hos den verklige Kléen, vanligtvis i brevform, i stort sett opublicerade, och är märkbart influerade av franska förebilder. Vissa av dessa dikter har publicerats i tidskriften Tärningskastet nr. 6 1980 och i Aorta nr. 15 2006.
I egenskap av tidstypisk bohemisk drömmare fungerade Kléens person väl för de författare som önskade placera in honom i ett "franskdekadent" fack, utan att studera hans litterära produktion mer än i förbigående. Kléens artiklar och recensioner av bland annat Oscar Levertins Legender och visor 1891 gav uttryck för en stark dragning åt moderna franska förebilder, vilket inte gick läsarna och det litterära Sverige förbi. Han skrev även i slutet på 1890-talet två längre essäer om både Charles Baudelaire och Paul Verlaine.  De beröringspunkter med ny europeisk litteratur som kan hittas i hans litterära produktion förstoras av den anledningen typiskt nog upp av exempelvis Carl David af Wirsén i dennes kritik av Kléens novellsamling Mogen sommar 1896: "Vi våga påstå, att hvarje sund normalt utrustad man eller qvinna med obehag och vämjelse skall läsa dessa otrefliga, lyckligtvis tämligen löjliga décadence-fraser, förestafvade af en i sig själf uppretande och stimulerande inbillning."  I allmänhet hade kritikerna på 90-talet en ganska vag föreställning, med några undantag, om fransk symbolism och dekadent esteticism och blandade gärna ihop begreppen till något farligt franskt "fin-de-siècle-artat" som helst skulle hållas borta från svensk litteratur. Oscar Levertin, vilken annars var den kritiker som i Kléens samtid kan antas ha haft djupast kunskap om begreppen (vilket tydligt kan observeras exempelvis i de artiklar om bland andra Rimbaud och Baudelaire som han publicerade runt 1900), uttalade sig aldrig om Kléen. August Strindberg och den unge Ola Hansson är andra litterära personligheter som i ett svenskt perspektiv tidigt experimenterade med de moderna franska idéerna.

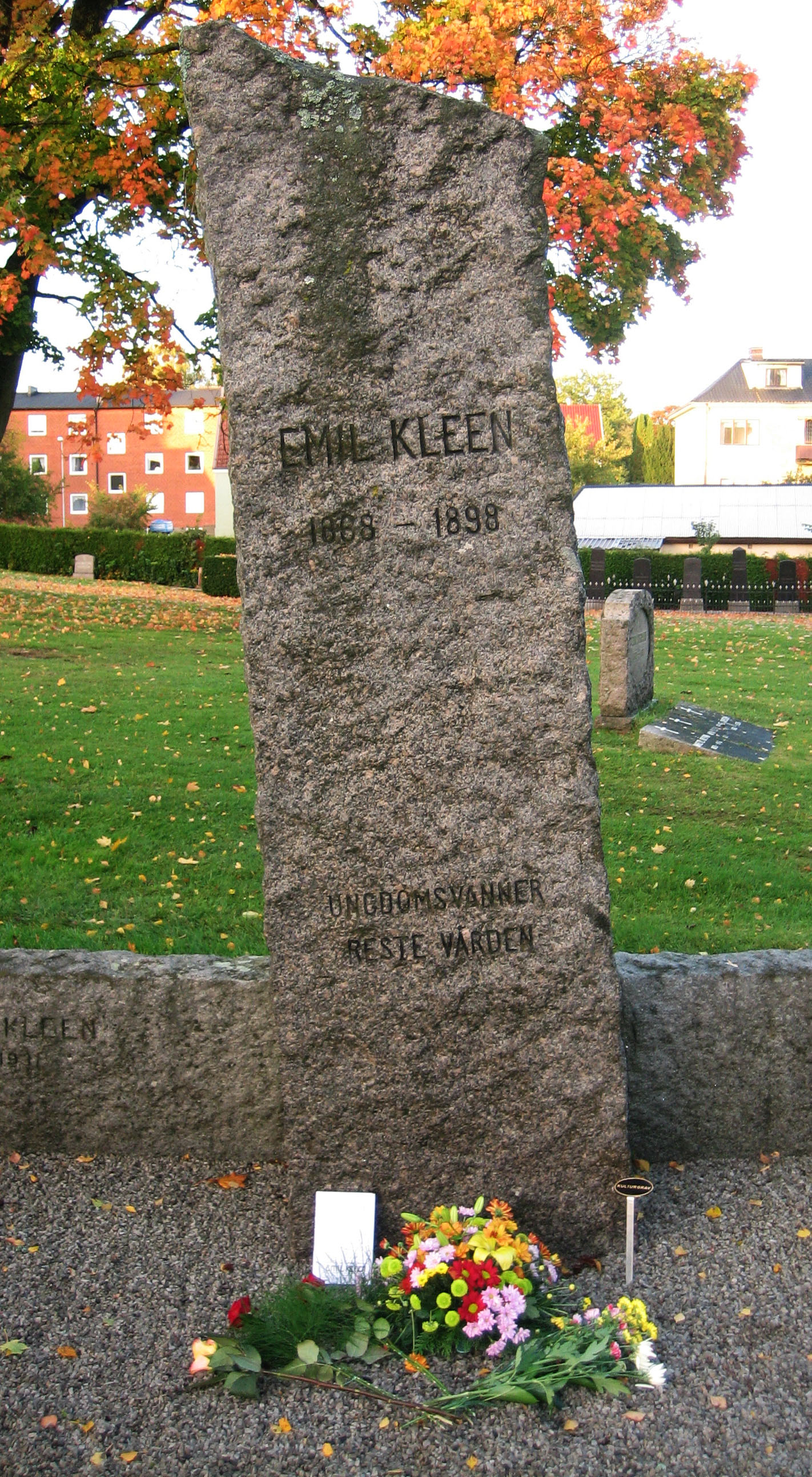
Emil Kléens gravsten i Höör.

Den påverkan som den mestadels franska dekadenslyriken hade på Kléen kom aldrig att släppa taget om honom, men blandades upp och dämpades något genom en mer "svensk" stil.  Denna svenska stil var färgad av främst poeter som Zacharias Topelius, A. U. Bååth och Oscar Levertin men även Verner von Heidenstam och Gustaf Fröding. Bland andra August Strindberg har (i sitt förord till Kléens Valda dikter) sammanfört Kléen även med Stagnelius. Dennes påverkan på Kléens poesi anses ligga i den sensualism och det mer mustiga bildspråk som Kléen ibland hade förkärlek för. Detta förklarar till stor del hur Hjalmar Söderberg sett på Kléens produktion när han konstruerade sitt porträtt av Kléen i Martin Bircks ungdom. Visserligen har Kléen endast stått som modell, men porträttet kan antas att till stor del överensstämma med förebilden. Den på den tiden modernaste kontinentala estetiken, med Charles Baudelaire i bakgrunden, hade en enorm dragningskraft på Kléens person, vilket dock inte låter sig direkt visas mer än glimtvis i hans tryckta produktion. Det är det unga snabbt uppflammande och självförtärande diktaridealet som personen Kléen omsatte som främst gjort honom till den tidstyp som skymtar förbi i svensk litteraturforskning, och det krävs att man också undersöker ett opublicerat material för att se hur tydligt hans produktion pekar mot fransk dekadens, symbolism och fin de siècle.

### Skönlitteratur
- Helg och söcken : dikter. Stockholm: Bonnier. 1893. Libris 1623877. https://gupea.ub.gu.se/handle/2077/54920
- Vildvin och vallmo : dikter. Stockholm: Lindström. 1895. Libris 1663177. http://urn.kb.se/resolve?urn=urn:nbn:se:kb:eod-1663177
- Fru Margit : ett kärleksäfventyr. Stockholm: Lindström. 1896. Libris 1663173
- Mogen sommar : noveller. Stockholm: Lindström. 1896. Libris 1663175
- Jasminer : dikter. Stockholm: Lindström. 1898. Libris 1663174
- Venus anadyomene / redigerad av David Almer. Lund: Ellerström. 2008. Libris 10944117. ISBN 978-91-7247-202-0

### Urval
- Valda dikter / [utgivna av Lännart Ribbing ; med ett förord av August Strindberg]. Stockholm: Lindström. 1907. Libris 23424. http://hdl.handle.net/2077/51924
- Valda dikter / [urval av Peter Björkman]. Spirea. 2003. Libris 11410097. ISBN 91-89519-04-3

### Varia
- Profiler från Folkriksdagen. Stockholm: G. Lindström. 1896. Libris 1663176